# Karl Christian Friedrich Krause
Karl Christian Friedrich Krause (Eisenberg, 6 de maio de 1781 - Munique, 27 de setembro de 1832) foi um filósofo alemão.

## Filosofia
Foi professor em Jena (1802), Göttingen (1823) e Munique (1831). A filosofia de Krause pretendia ser uma continuação autêntica do pensamento de Kant, contra o que ele considerava as falsas interpretações de Fichte, Schelling e Hegel. Para Krause, Deus, conhecido intuitivamente pela consciência, não é uma personalidade mas uma essência que contém o próprio universo. Mas isso não significa que Krause aceitasse a designação de panteísmo pois não identifica Deus com o universo, mas antes considera o mundo como mundo-em-Deus. Essa visão de um Deus imanente, presente no universo, mas também transcendente, superior a tudo, foi chamada por Krause de "panenteísmo", termo criado por ele.
O homem e o universo formam um todo orgânico feito à imagem de Deus e a vida do todo se desenvolveria segundo uma lei perfeita. Para Krause, haveria na humanidade a unidade do Espírito e da Natureza. A humanidade compõe-se de seres que se influenciam reciprocamente e estão vinculados a Deus. Os períodos históricos seriam etapas sucessivas da ascensão a Deus, que culminaria com uma humanidade racional. Essa concepção aplica-se sobretudo à ética e à filosofia do direito.
Krause rejeita a teoria absolutista do Estado e ressalta a importância das associações que considera de finalidade universal: a família e a nação. O ideal da humanidade não seria que um Estado dominasse os demais, mas que se constituísse uma federação das associações universais, sem prejuízo para suas peculiaridades. Através do processo federativo chegar-se-ia gradualmente ao ideal de uma humanidade unida, cujos membros poderiam participar da razão suprema e do bem.
Krause desenvolveu esse conceito de "união da humanidade" (Menschheitsbund) a partir das idéias da maçonaria. Entre suas obras, pode-se destacar:
- (1803) Fundamento do direito natural;[3]
- (1804) Esboço dos sistemas da filosofia;[4]
- (1810) Sistema da doutrina moral.[5]

O pensamento de Krause (o krausismo) teve sua maior difusão na Espanha, devido especialmente aos trabalhos de Sanz del Río.

## Trabalhos
- Dissertatio philosophico-mathematica de Philosophiae et Matheseos notione et earum intima conjunctione. Jenae, apud Voigtium, 1802.
- Grundlage des Naturrechts, oder philosophischer Grundriss des Ideales des Rechts. Erste Abtheilung. Gabler, (Cnobloch), Jena/Leipzig 1803. (Digitalizado)
- Grundriss der historischen Logik für Vorlesungen, nebst zwei Kupfertafeln, worauf die Verhältnisse der Begriffe und der Schlüsse combinatorisch vollständig dargestellt sind. Gabler, Jena/Leipzig 1803. (Digitalizado)
- Grundlage eines philosophischen Systemes der Mathematik; erster Theil, enthaltend eine Abhandlung über den Begriff und die Eintheilung der Mathematik, und der Arithmetik erste Abtheilung; zum Selbstunterricht und zum Gebrauche bei Vorlesungen, mit 2 Kupfertafeln. Gabler, Jena/Leipzig 1804. (Digitalizado)
- Factoren- und Primzahlentafeln, von 1 bis 100000 neuberechnet und zweckmässig eingerichtet, nebst einer Gebrauchsanleitung und Abhandlung der Lehre von Factoren und Primzahlen, worin diese Lehre nach einer neuen Methode abgehandelt, und die Frage über das Gesetz der Primzahlenreihe entschieden ist. Jena und Leipzig, Gabler (Cnobloch), 1804.
- Entwurf des Systems der Philosophie; erste Abtheilung, enthaltend die allgemeine Philosophie, nebst einer Anleitung zur Naturphilosophie. Für Vorlesungen. Jena und Leipzig, Cnobloch, 1804. (A segunda seção deve conter a filosofia da razão ou espírito, a terceira, a filosofia da humanidade.)
- Versuch einer wissenschaftlichen Begründung der Sittenlehre, Leipzig: Reclam, 1810 (Digitalizado)
- Die drei ältesten Kunsturkunden der Freimaurerbrüderschaft, mitgetheilt, bearbeitet und durch eine Darstellung des Wesens und der Bestimmung der Freimaurerei und der Freimaurerbrüderschaft, sowie durch mehrere liturgische Versuche, erläutert vom Br. Karl Christian Friedrich Krause, der Zeit Redner der beiden vereinigten gerechten und vollkommnen Logen zu den drei Schwerdtern und den wahren Freunden zu Dresden, Dresden: Arnoldi, 1810 (Digitalizado)
- Tagblatt des Menschheitlebens; erster Vierteljahrgang 1811, primeiro trimestre de 1811, Dresden no Arnold'schen Buchhandlung e com o editor D. Krause. Junto com 26 peças de um placar literário. (Contém vários tratados acadêmicos do editor sobre matemática, lei natural, história, geografia, música.)
- Das Urbild der Menschheit. Ein Versuch, Dresden: Arnold, 1811 (Digitalizado) – Segunda edição Göttingen, em comissão de Dieterich'schen Buchhandlung, 1851
- Lehrbuch der Combinationslehre und der Arithmetik als Grundlage des Lehrvortrages und des Selbstunterrichtes, nebst einer neuen und fasslichen Darstellung der Lehre vom Unendlichen und Endlichen, und einem Elementarbeweis des binomischen polynomischen Lehrsatzes, editado por L. Jos. Fischer e D. Krause, de acordo com o plano e com prefácio e introdução ao último. Primeiro volume. Dresden, Arnold'sche Buchhandlung, 1812.
- Oratio de scientia humana et de via ad eam perveniendi, habita Berolini 1814.
- Von der Würde der deutschen Sprache und von der höheren Ausbildung derselben überhaupt, und als Wissenschaftssprache insbesondere. Dresden, 1816. (Digitalizado)
- Ausführliche Ankündigung eines neuen, vollständigen Wörterbuches oder Urwortthumes der deutschen Volkssprache. Dresden, Arnold, 1816.
- Theses philosophicae XXV, Gottingae, 1824.
- Abriss des Systemes der Philosophie, erste Abtheilung. Für seine Zuhörer, 1825. Para seu público, 1825. Göttingen, em comissão de Dieterich'schen Buchhandlung, 1828. (Digitalizado)
- Darstellungen aus der Geschichte der Musik nebst vorbereitenden Lehren, aus der Theorie der Musik. Dieterich, Göttingen 1827. (Digitalizado)
- Abriss des Systems der Logik für seine Zuhörer, 1825. Zweite, mit der metaphysischen Grundlegung der Logik und einer dritten Steindrucktafel vermehrte Ausgabe. Ebd., in Commission, 1828. (Digitalizado)
- Abriss des Systems der Rechtsphilosophie oder des Naturrechts. Ebd., in Commission, 1828.
- Vorlesungen über das System der Philosophie. Ebd., in Commission, 1828.
- Vorlesungen über die Grundwahrheiten der Wissenschaft, zugleich in ihrer Beziehung zu dem Leben. Nebst einer kurzen Darstellung und Würdigung der bisherigen Systeme der Philosophie, vornehmlich der neuesten von Kant, Fichte, Schelling und Hegel, und der Lehre Jacobi's. Für Gebildete aus allen Ständen. Ebd. in Commission, 1829. (Digitalizado)
- (Anonym) Geist der Lehre Emanuel Swedenborgs. De seus escritos. Com uma visão geral catequética e um índice completo de assuntos. Munich, EA Fleischmann, 1832.

Além disso, existem inúmeras publicações da propriedade manuscrita. O material é processado no Projeto de Pesquisa Digital Krause. A propriedade escrita de Krause, compreendendo 468 volumes e cápsulas, é mantida na Biblioteca Estadual da Saxônia - Biblioteca Estadual e Universitária de Dresden.